# دانشکده پزشکی رفسنجان
دانشکده پزشکی دانشگاه علوم پزشکی رفسنجان یکی از دانشکده‌های پزشکی ایران وابسته به دانشگاه علوم پزشکی رفسنجان در رفسنجان است. این دانشکده در سال ۱۳۶۵ بنیانگذاری شد و دارای ۳ بیمارستان آموزشی است.

## تاریخچه
دانشکده پزشکی رفسنجان در سال ۱۳۶۵ بنیانگذاری شد. هم‌اکنون ریاست این دانشکده را دکتر علیرضا وکیلیان برعهده دارد.